# Мартинес Систак, Льюис
Льюис Мария Мартинес Систак (исп. Lluís Maria Martínez Sistach; род. 29 апреля 1937, Барселона, Испания) — испанский кардинал. Титулярный епископ Альесиры и вспомогательный епископ Барселоны с 6 ноября 1987 по 17 мая 1991. Епископ Тортосы с 17 мая 1991 по 20 февраля 1997. Архиепископ Таррагоны с 20 февраля 1997 по 15 июня 2004. Архиепископ Барселоны с 15 июня 2004 по 6 ноября 2015. Кардинал-священник с титулом церкви Сан-Себастьяно-алле-Катакомбе с 24 ноября 2007.